# Discographie de Fernandel
Cet article contient la discographie de Fernandel.

## Discographie

### 78 tours
Polydor
- 512278 : La Rue de la manutention
- 512572 : La Caissière du Grand Café
- 512573 : C'est Suzette - La Caissière du Grand Café
- 521863 : Les Deux Bègues - Chez le photographe (scènes comiques avec Riandres)
- 521864 : La Lecture à la caserne - La bicyclette (sketchs comiques avec Riandres)
- 521887 : Moi, je vais au cinéma
- 521940 : La Rue de la manutention
- 522012 : Folatrerie
- 522022 : Fibremol fait des fredaines
- 522101 : Cunégonde
- 522165 : Maintenant je sais c'que c'est - Quand ça me prend
- 522166 : Le Père la Puce
- 522246 : Aventure galante
- 522247 : Bridou au cinéma - À cause du bilboquet
- 522248 : Ne te plains pas
- 522316 : Les deux chasseurs - Antoine et Gustave (scènes marseillaises  avec Andrex)
- 522461 : Ah! dis donc - Oh! Jules
- 522490 : La Leçon d'histoire
- 522703 : C'est la terreur de la pampa - C'est au rythme d'un tango
- 522731 : Le Coq du régiment - Quand on est de corvée
- 522732 : Agathe - Je suis l'homme qu'il vous faut
- 522788 : Représentation théâtrale - Terrible rencontre (sketchs avec Andrex)
- 522801 : Quand il y a d'l'amour - On m'a
- 524010 : La Leçon d'histoire (avec Andrex)

Odeon
- 166768 : Celle à qui je plais - Milliardaire
- 166803 : J'ai des tout petits besoins
- 166818 : C'est dans la ma-ma - Dans la flotte
- 166867 : Lui et moi
- 166869 : Tiens, voilà Lafleur -Valse de Rosalie
- 166876 : Quand on est obligeant - Faut tout prendre du bon côté
- 166961 : Mimile et Totor
- 166981 : Dites-lui mon amour
- 166983 : Ignace - La Java des petits galons
- 166984 : Redis-le-me (avec Marie Bizet)

Columbia
- DF 1914 : Ignace - Lequel des deux ?
- DF 1915 : Quelle famille
- DF 1916 : Pour être ordonnance
- DF 2034 : Célestine - C'est la fête à Tante Aurore
- DF 2088 : C'est toujours comme ça - Les Dégourdis
- DF 2119 : Je vais au zoo avec Zizi
- DF 2220 : Je te veux (avec Germaine Duclos)
- DF 2343 : Scène de l'épicerie
- DF 2347 : Barnabé - Ne me dis plus « tu »
- DF 2367 : L'Amour incompris
- DF 2515 : Si je jouais du trombone - Un dur, un vrai, un tatoué
- DF 2525 : Ma créole - Ernestito
- DF 2526 : C'est comme ça à Calcutta - Je suis une petite nature
- DF 2601 : Pourquoi tu me vexes, Victor ? - La Chanson du forçat
- DF 2602 : T'aimer une demi journée - Politesse
- DF 2616 : Félicie aussi
- DF 2759 : Hector - Moi, je mâche du chewing-gum
- DF 2830 : Je connais des baisers - J'aim' toutes les femmes
- DF 2874 : Les Jours sans
- DF 2905 : On m'appelle Simplet
- DF 3129 : Un... deux... trois - Faut pas bouder Bouddha
- DF 3138 : Je n'peux pas m'expliquer - Faut pas bouder Bouddha
- DF 3139 : Faut pas bouder Bouddha ! - Un...deux...trois
- DF 3162 : J'ai mon cœur qui fait tic tac - Cococo cocococotte
- DF 3163 : Je suis irrésistible - O mio amore
- DF 3276 : "Ignace (face A)[1]

Decca
- MB 8200 : Alors ils l'ont fait - C'est un dur
- MB 8201 : Nono et Nana - Sur le bout de la banquette
- 8202 : La caissière du grand café - Elle a de la barbe
- 8203 : Mon cœur saigne pour toi - Irma la voyante
- MB 20960 : Le Schpountz
- MB 20755 : Extraordinaire - De bas en haut
- MF 168 : Je suis marqué par le destin
- MF 170 : Dans la brousse
- 36025 : Veillée mortuaire - Échangerais 5 pièces
- 36030 : Timidité

Fumière
- Ah c'que t'es bath avec ton petit chapeau - Va pleurer dans ta cour

Rythme
- C2 144 R : Si j'étais papillon - Oui mais quand on n'a pas le sou
- C2 145 R : Adrien - Voulez-vous m'aimer...

### 45 tours (EP)
Odeon
- MOE 2183 : Ignace : La Java des p'tits galons - Redis-le-me - Pour être ordonnance - Lequel des deux (avec M. Bizet) - La Mexicana (avec Andrex)

Decca
1955:
- 455.543 : Lettres de mon moulin : La Chèvre de monsieur Seguin
- 455.544 : Lettres de mon moulin : Le Curé de Cucugnan
- 455.572 : Monsieur Badin - La Lettre chargée
- 455.583 : Lettres de mon moulin : Les Vieux ;
- 455.585 : Jeux de mots, jeux de poètes

1956:
- 455.611 : Lettres de mon moulin : Les Trois Messes basses
- 455.617 : L'Innocent - Ma femme fait du judo
- 455.618 : Honoré de Marseille : C'est Noël - Tout ça c'est Marseille - Quel plaisir, quel travail - Oh ! Honoré

1957:
- 455.622 : Fables de La Fontaine
- 455.623 : D'après nature : La Route - La Rivière - Les Champignons - La Limace - Les Vers de terre - La Vache - La Chèvre
- 455.624 : Ce bon curé d'Aulan
- 455638 : Lettres de mon moulin : Le Secret de maître Cornille

1958:
- 455.617 : L' Innocent - Ma femme fait du judo
- 455.702 : Fernandel dit Robert Lamoureux : Éloge de la fatigue - Passé simple - Merci maman - Enfantillage
- 460.543 : La Chèvre de monsieur Seguin
- 460.544 : Le Curé de Cucugnan
- 460.572 : La Lettre chargée - Monsieur Badin
- 460.583 : Les Vieux
- 460.585 : Jeux de mots, jeux de poètes
- 460.611 : Les Trois messes basses
- 460.618 : C'est Noël - Tout ça c'est Marseille - Quel plaisir ! quel travail ! - Oh ! Honoré
- 460.622 : Fables de La Fontaine : Le Loup et l'Agneau - La Cigale et la Fourmi - Le Lièvre et la Tortue - Le Savetier et le Financier - Le Corbeau et le Renard - Le Loup et le Chien - Le Lion et le Moucheron
- 460.623 : D'après nature : La Route - La Rivière - Les Champignons - La Limace - Les Vers de terre - La Vache - La Chèvre
- 460.638 : Le Secret de maître Cornille
- 460.677 : L' Innocent - Ma femme fait du judo

1959:
- 460.699 : Lettres de mon moulin : Les Vieux (Les Étoiles ?)
- 460.706 : En vrac
- 460.721 : Noël en Provence : Noël - Crèche - Ma Provence et les santons - Ma Provence

1960:
- 460.725 : Gribiche
- 460.733 : L'Arlésienne

1961:
- 460.738 : Un bouquet de chansons : J'aurais voulu - Ma Gretchen de München - Ah ! le tango corse
- 460.748 : Fernandel chante pour les enfants : Les Petits Chatons - Le Petit Âne gris - Grenouillette - Frisepoulet

1962:
- 460.750 : Ne frotte pas, François - La Chanson du cabanon - Oh ! Ma quique - Entre donc, fada

1963:
- 460.753 : L' Accent provençal - Elle n' est pas jolie - La Saison des petits pois - Le Tango d'amour
- 460.755 : Tangos : Le Tango corse - C'est du gâteau - Le Tango d'amour - Je suis marqué par le destin
- 460.772 : Fais-moi des bleus - Les gens riaient - Partir pour revenir - Tango du bistouri
- 460.804 : Le Cul du berger - La Bouillabaisse - L'Accent - Aujourd'hui peut-être

1964:
- 460.858 : La Communion du village - Le Linot aveugle
- 460.886 : Je fais ma valise - Les Moustaches de Thomas - Moi z'et mon chien - C'est un dur
- 460.887 : Ce que j' ai - C'est du gâteau - Les gens riaient - Le Tango corse

1966:
- 460.982 : Il en est - Bagnoles, pépées, pépettes - Le Torero fatigué - Si je puis m' exprimer ainsi
- 460.983 : Quand il pleut à St-Tropez - Les Vieux Villages de Provence - Ma jolie cigale - Le Mistral
- 460.998 : Histoires provencales : Le Papé - La Liste
- 461.000 : Contes de Provence : Dans notre midi - Les Petits Métiers de Provence

1968:
- 461.154 : Palmarès de Fernandel : Les Moustaches de Thomas - Les gens riaient - Il en est - Si je puis m'exprimer ainsi
- 461.178 : L'Âne qui avait l'accent - La Fille de Monsieur Seguin - Pervenche

1969:
- 461.193 : Le Menteur - Le Retour - L'Anis
- 461.196 : Le Tango corse - La Bouillabaise - La Chanson du cabanon - Le Cul du berger

- 79.562 : Si tu touches à mon oiseau - Ah! si tu étais une femme!

### 33 tours

#### 25cm
Polydor
- 530.019 : Fernandel et Andrex : Au marché central - Les Deux Déménageurs - La Leçon d'histoire - La Lecture à la caserne - Olive et le Parisien - Les Deux Bègues - Chez le photographe

Decca
- 133.022 : Lettres de mon moulin  (1) : Le Curé de Cucugnan - La Chèvre de monsieur Seguin
- 133.023 : Lettres de mon moulin (2) : Les Vieux - Les Trois Messes basses (2 pochettes)
- 133.045 : Le Petit Monde de don Camillo
- 133.144 : Le Retour de don Camillo
- 133.145 : Lettres de mon moulin (3) : Le Secret de maître Cornille - Les Étoiles
- 133.146 : Lettres de mon moulin (4) : L'Arlésienne - La Mule du pape
- 133.147 : Contes du lundi : La Dernière Classe - La Défense de Tarascon
- 133.506 : Honoré de Marseille : Honoré part à la pêche - On en fait une - Honoré maître tailleur - Le Tram de la mer - Les Petits Métiers - À la foire aux santons
- 133.516 : Contes et nouvelles de Provence (1) : Les Haricots de Pitalugue - Communion au village - Le Linot aveugle
- 133.517 : Contes et nouvelles de Provence (2): L'Âne de Nazaire - Pessègue  et Tigassou - Mon ami Naz - La Clef de l'oncle
- 133.521 : Le gendarme est sans pitié - Lidoire
- 133.522 : Un client sérieux - La Lettre chargée
- 133.523 : La Paix chez soi - Monsieur Badin
- 133.628 : Au soleil du midi (L'Accent)
- 133.713 : Lettres de mon moulin (5) : La Diligence de Beaucaire - Le Sous-préfet aux champs - L'Élixir du révérend père Gaucher
- 133.834 : Les Chansons du comique-troupier : On r'vient - Ça que j'ai - Au fond du square - Ça fait plaisir - Suzon la blanchisseuse - Moi-z'et mon chien - Son parapluie - Avec l'ami Bidasse
- 133.835 : Les Monologues de Louis Bousquet : J'suis l'ordonnance - Ah! Mince alors - Eh, ben mon vieux - L'as-tu dit ou l'as-tu pas dit - Faut bien rire un peu - Il a des galons - Balaye la chambre - Y'a rien d'plus sérieux - Il a de l'argent - S'i'y avait pas les soldats
- 133.843 : Ce bon frère Boniface - Saint Antoine
- 133.844 : Ce bon curé d'Aulan
- 133.845 : Le Retour des cloches - Noël - L'Innocent - L'Hôpital - Les Danseurs de Jonquières - L'Accent
- 133.846 : Le Joueur
- 133.873 : Pierre et le Loup
- 133.885 : Le Schpountz
- 133.912 : Fernandel dans son tour de chant : C'est du gâteau - Ma femme fait du judo - Le Papa de Pepa - L'Innocent - Je suis marqué par le destin - Félicie aussi - Le Beau Raccommodeur - Nono et Nana
- 133.927 : Histoires marseillaises
- 133.952 : Lettres de mon moulin : Nostalgie de caserne - En Camargue : Le Départ - La Cabane - Le Rouge et le Noir - Le Vaccares
- 133.954 : La Création du monde
- 133.958 : Cocagne
- 133.959 : Les Succès du comique-troupier (2) : J'suis content, content - Maintenant que j'suis soldat - Ma bouffarde - Elle boîte - Agathe - Si je pouvais en faire autant
- 133.978 : Quand un livreur : Le Bar du marché - Naïs
- 134.076 : Contes de Provence : Le Foin du père Antoine - Un trésor est caché dedans - Les Petites Vieilles - La fortune vient en dormant
- 163.144 : Le Retour de don Camillo
- 163.587 : Le Curé de Cucugnan - Ce bon curé d'Aulan
- 163.749 : Le Médecin malgré lui
- 163.790 : Tartarin de Tarascon

Columbia
- FP 1155 : Les Belles Années du music-hall : Un  dur, un vrai, un tatoué - On m'appelle Simplet - La Fille du teinturier - Ne me dis plus « tu » - Barnabé - Elle a tout ça - Félicie aussi - Ignace

#### 30cm
Decca
- 163.521 : Le gendarme est sans pitié - Lidoire
- FMT 133522 : Un client sérieux - la Lettre chargée
- 163.522 : Un client sérieux - la Lettre chargée
- 163.749 : Le Médecin malgré lui
- 163.790 : Tartarin de Tarascon
- 163.885 : Le Schpountz
- 105.034 : Réédition
- 163.999 : Tartarin sur les Alpes
- 164.041 : Histoires méchantes de Pierre Doris
- 100.074 : Le Petit Monde de don Camillo
- 164.050 : Le Petit Monde de don Camillo
- 30514 : Réédition
- 40.195 : Ses chansons les plus célèbres
- 100.049/50 : Ignace (l'intégrale)
- 100.058 : Le Palmarès de Fernandel
- 100.076 : Le 2e Palmarès de Fernandel
- 100.086 : Les Succès du comique-troupier
- 164.112 : Réédition
- 100.090 : Le 3e Palmarès de Fernandel
- 110.007 : Ma Provence à moi
- 110.015 : 13 Sketchs hilarants
- 115.017-22 : Lettres de mon moulin (volumes 1 à 6)
- 100023/6 : Lettres de mon moulin
- 115.024 : Ignace
- 154 188 : L'Agnelet de la crèche
- 164 082 : Lettres de mon moulin
- SSL 40211/16 : Lettres de mon moulin (coffret 6 disques)
- 40236/7 : Mam'zelle Nitouche
- 99050/52 : Les Disques d'or (coffret 3 disques)
- 40.218 : Interdit aux moins de 18 ans

Impact
- 6886 144 : La Caissière du Grand Café

Emi
- 178 15408/9 : Félicie aussi

Columbia
- C 054 15284 : Du caf'conc' au music-hall

Véga / France Loisirs
- 340.004 : Fables de La Fontaine

Fontana
- 826 524 : La Berdouillette
- 115.051/52 : Fernandel, c'est moi

CMF
- 18/19 : La Fille du puisatier

Carrère
- 67.757 : Ignace (album 2 disques)

### Livres-disques
Decca
- EPI 80 : Ali Baba
- EPI 82 : Aladin et la Lampe merveilleuse

### Musique de films
- Vogue EPL 7590 : Le Grand Chef
- Bel Air 211 132 : La Cuisine au beurre (EP)
- Bel Air 211 199 : Relaxe-toi, chérie (EP)
- Columbia 1752 : La Bourse et la Vie (SP)

### Compilations

#### Compact disc
- PolyGram 836 945 - 2 : Expression (1989) : La Caissière du Grand Café - La Java du soldat - La Fossette de Lisette - Comment qu'ça s'fait ? - Agathe - Idylle bretonne - Le Coq du régiment - Folâtrerie - Pour quelle raison - C'est beau la nature - Je suis l'homme qu'il vous faut - Tous les trois - La Berdouillette - J'étais bien servi - Elle disait non - Biniou et Cornemuse - Il a du piston - Si Marie voulait.

- EMI 795738-2 : L'Accent du soleil (1990) : Ignace - Quelle famille - Redis-le-me - Un homme - Les Dégourdis - Je vais au zoo avec Zizi - Anastasie, t'es pas chic avec moi - Ne me dis plus « tu » - Le Schpountz - Barnabé - Un dur, un vrai, un tatoué - L'Amour incompris - C'est comme ça à Calcutta - Je me mens - Félicie aussi - Francine - On n'est jamais seul - Idylle à Bois-Le-Roi - Hector - Je connais des baisers - On m'appelle Simplet - Attente - Le Papa de Pépa - La Fille du teinturier - Elle a tout ça - J'ai mon cœur qui fait tic tac - Cocorico, cocoricotte - Je suis irrésistible - O mio amore - Je n'peux pas m'expliquer - Un...deux...trois - J'ai un beau chapeau - La Chèvre de monsieur Seguin - Le Curé de Cucugnan.

- Orphée 302.615 WM 321 : Ciné-stars (1993) : Félicie aussi - Un dur, un vrai, un tatoué - Ne me dis plus « tu » - Redis-le me - Octavie - Pourquoi tu me vexes, Victor ? - Je me mens - C'est la fête à tante Aurore - Je te veux - C'est une voleuse d'âme - Amédée - Je suis une petite nature - Le Papa de Pépa - Célestine - C'est dans la ma-ma - Ma créole - L'Amour incompris - Javanons - Quelle famille - C'est toujours comme ça - Pour être ordonnance - Quand on m'aime, ça m'émeut - C'est comme ça à Calcutta - Barnabé - Ignace.

- Orphée 302.323 : L'Âge d'or de la chanson française (1994) : Félicie aussi - Un dur, un vrai, un tatoué - Ne me dis plus « tu » - Ernestito - Redis-le me - Octavie - Pourquoi tu me vexes, Victor ? - Je me mens - C'est la fête à tante Aurore - Je te veux - Maintenant je sais c'que c'est - C'est une voleuse d'âme - Amédée - Je suis une petite nature - Dites-lui mon amour - Le Papa de Pepa - Célestine - C'est dans la ma-ma - Ma créole - L'Amour incompris - Javanons - Quelle famille - J'aime toutes les femmes - C'est toujours comme ça - Pour être ordonnance - Quand on m'aime, ça m'émeut - C'est comme ça à Calcutta - Barnabé - T'aimer une demi-journée - Ignace.

- Atlas CD REF : Inoubliable Fernandel (1995) : Félicie aussi - Ignace - Quelle famille - L'Amour incompris - Barnabé - Je suis une petite nature - Ernestito - Pourquoi tu me vexes, Victor ? - Un dur, un vrai, un tatoué - C'est toujours comme ça - Lequel des deux - Redis-le me - Si j'osais - C'est la fête à Tante Aurore - C'est une voleuse d'âme - Ne me dis plus « tu » - Maintenant, je sais ce que c'est - Quand ça me prend - C'est comme ça à Calcutta - Idylle à Bois-Le-Roi.

- Disky FSI 646762 : Les Légendes d'or (2001) : Félicie aussi - Ignace - Hector - Un homme - Les Dégourdis - Je vais au zoo avec Zizi - À l'infirmerie - La Fille du teinturier - Quelle famille - Anastasie, t'es pas chic avec moi - Idylle à Bois-Le-Roi - Francine - On n'est jamais seul - Je connais des baisers - L'Amour incompris.

### Autres

#### Belgique (discographie)
45 tours (E.P.)
- 26174 : Le Schpountz (avec Henri Vilbert)
- 27001 : La Chèvre de monsieur Seguin
- 27002 : Le Curé de Cucugnan
- 27003 : Les Vieux
- 27004 : Les Trois Messes basses
- 27005 : Le Secret de maître Cornille
- 27006 : Le Sous-préfet aux champs
- 27007 : Les Étoiles
- 27012 : Les Fables de La Fontaine
- 210028: Le Tango corse
- 210061: Les Moustaches de Thomas
- 113016: Ignace

Ressorties CD
- RTR 222 : Collection rétro (1999) : Ignace - Redis-le me - Barnabé - Ne me dis plus tu - Je vais au zoo avec Zizi - Un homme - La Caissière du Grand Café - Hector - Un dur, un vrai, un tatoué - Félicie aussi - L'Amour incompris - Comment qu'ça s'fait ? - Les Dégourdis - C'est comme ça à Calcutta - Pour que vous m'eussiez dit « oui » - On m'appelle Simplet - Le Papa de Pepa - La Fille du teinturier - Anastasie, t'es pas chic avec moi - Elle a tout ça.

#### Cassettes audio
- Radio France K 1633: Radioscopie (enregistrée le 19 mars 1969)

### Sources
http://fernandel.online.fr/chanson/discographie.htm